# Edward H. Moore

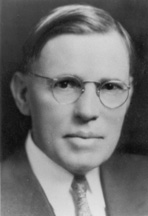
Edward H. Moore

Edward Hall Moore (* 19. November 1871 bei Maryville, Nodaway County, Missouri; † 2. September 1950 in Tulsa, Oklahoma) war ein US-amerikanischer Politiker der Republikanischen Partei, der den Bundesstaat Oklahoma im US-Senat vertrat.
Der auf einer Farm in Missouri geborene Moore besuchte die öffentliche Schule und die Normalschule in Chillicothe. Später arbeitete er selbst als Lehrer im Nodaway County, im Atchison County und im Jackson County, ehe er ein Jura-Studium begann und 1900 seinen Abschluss an der Law School der University of Missouri in Kansas City machte. Nach der Aufnahme in die Anwaltskammer im folgenden Jahr begann er als Jurist in seiner Heimatstadt Maryville zu arbeiten.
Nur wenig später zog Moore bereits nach Okmulgee in Oklahoma, wo er bis 1919 weiter als Anwalt tätig war, ehe er sich anderen Geschäftsfeldern zuwandte. So stieg er in die Ölbranche ein und beschäftigte sich mit der Viehzucht.
Erst in hohem Alter schlug Edward Moore noch eine politische Laufbahn ein. 1942 wurde er als Republikaner in den US-Senat gewählt, dem er für eine komplette Legislaturperiode vom 3. Januar 1943 bis zum 3. Januar 1949 angehörte; zur Wiederwahl trat er 1948 nicht mehr an. Moore zog sich ins Privatleben zurück und starb bereits im Jahr nach seinem Abschied aus dem Kongress in Tulsa.